# Nationaal Archief (Brazilië)
Het Nationaal Archief van Brazilië is het centrale element van het bestandsbeheersysteem (SIGA) in Brazilië. Het werd opgericht op 2 januari 1838 en heeft zijn hoofdkantoor in Rio de Janeiro. Volgens de wet van archieven (wet 8.159) van 8 januari 1991 heeft het de plicht om het documentaire erfgoed van de federale overheid, dat de staat en de burgers dient, te organiseren, op te slaan, te behouden en toegankelijk te maken. 
De collectie van het Nationaal Archief bevat 55 km tekstuele documenten; 2.240.000 foto's en negatieven; 27.000 illustraties, cartoons; 75.000 kaarten en plattegronden; 7000 schijven en 2000 magnetische geluidsbanden; 90.000 filmrolletjes en 12.000 videobanden. Het archief heeft ook een bibliotheek gespecialiseerd in geschiedenis, archieven, informatica, administratief recht en openbaar bestuur, met ongeveer 43.000 boeken en boeken, 900 kranten en 6.300 zeldzame werken.